# Église de la Nativité-de-la-Sainte-Vierge de Beaumont-en-Beine
L'église de la Nativité-de-la-Sainte-Vierge de Beaumont-en-Beine est une église située à Beaumont-en-Beine,  dans le département de l'Aisne (France).